# Anders Svensson
Anders Svensson (Göteborg, 1976. július 17. –) svéd válogatott labdarúgó. Irányítóként, vagy bal oldali középpályásként szokott szerepelni a pályán. Közismert ismertetőjegye a remek passzolási képessége, valamint a pontrúgások nagyszerű elvégzése.

## Pályafutása

### Korai évek
Svensson Göteborgban született és itt is kezdett el futballozni kisgyerekként a Guldheden IK csapatában, ahol az édesapja volt az edzője. A Hestrafors IF-hoz 1980-ban került és 10 évig volt a klub játékosa.

### Profi évek
Tizennégy évesen került az Elfsborg gárdájához és 1993-tól profi labdarúgó. Egészen 2001-ig a klub alkalmazásában állt, ekkor azonban az angol Southampton leigazolta. Svensson 750 ezer Ł értékben szerződött a szigetországba. Gordon Strachan edzősége idején kulcsszerep jutott neki a csapaton belül. Játszott a 2003-as FA kupa döntőjében, amikor az Arsenal ellen 1–0 arányban vereséget szenvedtek.
Egykori klubjához az Elfsborghoz 2005-ben tért vissza és jelenleg ő a csapatkapitány.

### A válogatottban
A Svéd U21-es válogatottban 1996-ban mutatkozott be. 1998-ban szerepelt az U21-es Európa-bajnokságon.
A felnőtt nemzeti tizenegyben 1999-ben debütált egy Dél-Afrika elleni barátságos mérkőzésen. Ismert jó szabadrúgáslövő képességéről, amit a 2002-es labdarúgó-világbajnokságon bizonyított az argentinok ellen szerzett szabadrúgásgóljával. Tagja volt a 2004-es labdarúgó-Európa-bajnokságon és a 2006-os labdarúgó-világbajnokságon szereplő svéd válogatottnak. A 2008-as labdarúgó-Európa-bajnokság előtt 11 selejtezőn lépett pályára és 2 gólt szerzett, ezzel hozzásegítve Svédországot az Európa-bajnoki részvételhez.
Miután Henrik Larsson visszavonult a válogatottól és Zlatan Ibrahimović se volt tagja egy ideig a nemzeti együttesnek, addig egy Olaszország (0–1) elleni barátságos találkozón Svensson volt a válogatott csapatkapitánya. Amikor 2010 nyarán Ibrahimović visszakerült a válogatottba megkapta a kapitányi karszalagot, Svensson pedig a csapatkapitány helyettesi szerepet.

## Sikerei, díjai
Elfsborg
- Svéd kupa győztese: 2001
- Allsvenskan bajnoka: 2006

Southampton
- FA kupa második helyezett: 2003

## Külső hivatkozások
- Karrierstatisztika a soccerbase.com honlapon
- Játékosprofil a national-football-teams.com honlapon
- sporthirado.hu